# Errazurizia
Errazurizia es un género de plantas con flores  perteneciente a la familia Fabaceae. Es originario de Norteamérica. Comprende 5 especies descritas y de estas, solo 4 aceptadas.

## Taxonomía
El género fue descrito por Rodolfo Amando Philippi y publicado en Anales de la Universidad de Chile 41(11): 688–689. 1872.

## Especies
- Errazurizia benthami
- Errazurizia glandulifera
- Errazurizia megacarpa
- Errazurizia multifoliolata
- Errazurizia rotundata